# アラン・パーデュー
アラン・スコット・パーデュー（Alan Scott Pardew、 1961年7月18日 - ）は、イングランド・ウィンブルドン出身の元サッカー選手。サッカー指導者。現在はCSKAソフィアの監督を務めている。現役時代のポジションはミッドフィールダー。
クリスタル・パレスFCに在籍していた1990年には選手として、ウェストハム・ユナイテッドFCを率いていた2006年には監督として、それぞれFAカップの決勝に出場したが、いずれの試合も準優勝に終わっている。選手時代にはクリスタル・パレスFCで、指導者時代にはレディングFCとウェストハム・ユナイテッドでプレミアリーグ昇格を達成した。2010年にはサウサンプトンFCをフットボールリーグトロフィー優勝に導いた。

## 経歴

### 選手

#### アマチュア時代
フラムFCのファンとして育った。ガラス工やタクシー運転手として働きながら、ノンリーグのホワイテリーフFCやコリンシアン・コーサルズFCでプレーしたが、中東で働いていた6ヶ月間はサッカーから離れた。イングランドに戻ってからは再びコリンシアンでプレーし、その後はダリッジ・ハムレットFCやヨーヴィル・タウンFCでプレーした。この時期にはイングランドセミプロ代表(England C national football team)に選出された経験がある。

#### クリスタル・パレス
1987年、セカンドディビジョン（当時2部相当）のクリスタル・パレスFCと契約した。移籍金は7500ポンドが支払われた。1988-89シーズンには昇格プレーオフでブラックバーン・ローヴァーズFCを破ってフットボールリーグ・チャンピオンシップ（当時1部相当）昇格を果たした。1989-90シーズンのFAカップでは、ヴィラ・パークで行われた準決勝のリヴァプールFC戦(4-3)で決勝点を挙げた。決勝ではマンチェスター・ユナイテッドFCと対戦し、再試合の末に敗れて準優勝に終わった。

#### 選手経歴の晩年
1991年11月、セカンドディビジョンのチャールトン・アスレティックFCに移籍した。1992-93シーズンには10得点を挙げてチーム内得点王に輝いた。1995年にはプレミアリーグ（1部相当）のトッテナム・ホットスパーFCに短期間だけレンタル移籍した。リーグ戦には出場していないが、公式戦4試合に出場し、UEFAインタートトカップの1.FCケルン戦(8-0)ではクラブ史に残る大勝を経験した。この時期には香港のクラブからのオファーを拒否した。1995年のバーネットFC移籍後は、テリー・バリーバント監督の下で選手兼任コーチとしてプレーした。

### 指導者

#### レディングFC
1997年にバリーバント監督がフットボールリーグ1（3部相当）のレディングFC監督に就任すると、パーデューはレディングに選手として引き抜かれ、同時にリザーブチームの監督にも就任した。
1998年3月、シーズン終盤にトップチームのバリーバント監督が解任され、パーデューが暫定監督に就任してシーズン終了まで采配を振るった。1998年夏にはトミー・バーンズ監督がトップチーム監督に就任し、パーデューは再びリザーブチームを指揮した。1999年にはリザーブチームが解散となったが、1999年に再びトップチームの暫定監督を務めて良好な成績を残したパーデューは正式な監督に就任した。ジェイミー・キュアトンなどの選手を軸とし、常に降格の危機にあったレディングを昇格候補にまで引き上げた。「不屈、気迫、嗅覚」をモットーとし、チームに精神的な強さを植え付けた。2000-01シーズンにはフットボールリーグ2（4部相当）で3位となって昇格プレーオフに出場したが、プレーオフ決勝でウォルソールFCに2-3で敗れた。2001-02シーズンには2位となり、リーグ1への自動昇格を果たした。リーグ1での初采配となった2002-03シーズンは傑出した成績を残し、レギュラーシーズンで4位となったが、昇格プレーオフでウルヴァーハンプトン・ワンダラーズFCに敗れた。

#### ウェストハム・ユナイテッド

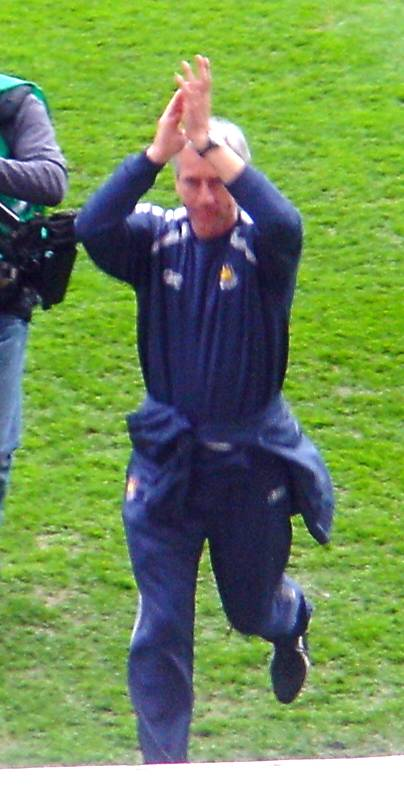
ウェストハムでのパーデュー

2003-04シーズン序盤、フットボールリーグ・チャンピオンシップ（2部相当）のウェストハム・ユナイテッドFCはレディングに対してパーデュー招聘の許可を求めた。すでにシーズンが開幕していたため、レディングはこの要請を拒否したが、パーデューはレディング監督を辞任することでウェストハム・ユナイテッド監督就任を希望する意思を表した。様々な論争の結果、パーデューがウェストハム・ユナイテッド監督に就任することで問題は解決された。ウェストハム・ユナイテッドでの初年度となった2003-04シーズンはレギュラーシーズンで4位となって昇格プレーオフに出場したが、プレーオフ決勝でかつて在籍したクリスタル・パレスに敗れた。
2004-05シーズンのウェストハム・ユナイテッドは目標の昇格に向かって苦しみ、パーデューはサポーターから重圧を受けたが、リーグ戦6位となって出場した昇格プレーオフでは決勝まで勝ち進み、決勝でプレストン・ノース・エンドFCを下してプレミアリーグ昇格を果たした。2005-06シーズンはウェストハム・ユナイテッドをリーグ戦9位に導き、FAカップでは決勝まで上り詰めた。決勝ではリヴァプールFCと対戦し、延長戦を終えて3-3の同点であったが、PK戦の末に敗れ、自身2度目のFAカップ決勝ではまたしても準優勝に終わった。
2006-07シーズンのUEFAカップでは1回戦でUSチッタ・ディ・パレルモに敗れたほか、フットボールリーグカップではリーグ2のチェスターフィールドFCに敗れ、国内リーグ前半戦には74年ぶりとなる公式戦8連敗を喫したことで批判を受けた。ウェストハム・ユナイテッドの新会長はパーデューを支えると述べたが、ボルトン・ワンダラーズFCに0-4で敗れた翌週の2006年12月11日に解任が発表され、「エガート・マグヌソン会長とクラブ首脳陣はこの数週間のプレーぶりを気にかけており、クラブの利益のための変化を行うのに適切な時期だと感じる」という声明がクラブから出された。

#### チャールトン・アスレティック
ウェストハム・ユナイテッド監督解任からわずか2週間後のクリスマスイブに、選手時代にも所属したチャールトン・アスレティックFCと3年半契約を結んで監督に就任した。監督就任時のチャールトンはプレミアリーグで19位と低迷しており、獲得した勝ち点はわずか12、リーグ最下位の20得点という状況であった。チャールトンのチーム状態はパーデューの監督就任で改善したが、良好な状態を維持できず、選手時代・指導者時代を通じて初の降格という結果に終わった。
2007年夏にクリス・イウェルモやルーク・ヴァーニーを獲得したことで、2007-08シーズンは降格から立ち直ってプレミアリーグ昇格を果たすことが期待された。しかし、チャールトンは昇格争いにも絡めず、チャンピオンシップ11位でシーズンを終えた。2008-09シーズン開幕前には強い重圧を受けたが、レディングやスウォンジ・シティAFCを破って順調なスタートを切った。しかし、チャールトンのチーム状態は急速に悪化し、8試合未勝利で順位表の底近くまで急降下した。ホームでシェフィールド・ユナイテッドFCに2-5で敗れ、チャンピオンシップの下位3クラブにまで落ち込むと、その試合後には数百人のサポーターが一時間以上もスタジアムに居残り、「We want Pardew out」「We want our club back」というチャントを歌ってパーデューを責め立てた。2008年11月22日、クラブと双方合意の上でチャールトンの監督を退任した。

#### サウサンプトン
2009年7月17日、リーグ1に降格したばかりのサウサンプトンFCの監督に就任した。サウサンプトンFCではスイス人のMarkus Liebherrが新オーナーに就任し、マルク・ウォッテ監督を解任していた。パーデューはイプスウィッチ・タウンFCとの契約が満了したダン・ハーディングをフリートランスファーで獲得した。8月8日のミルウォールFC戦で初采配を振るい、1-1の引き分けという結果を持ち帰った。チャンピオンシップでは名の知られたストライカーであるリッキー・ランバート獲得には移籍金100万ポンド以上を支払い、その他にもリー・バーナードなど多くの選手と新しく契約した。勝ち点10の減点処分を受けたにもかかわらず、リーグ戦終了の2試合前までは昇格プレーオフ出場圏内に定着し、最終的にもリーグ1中位の7位に導いた。同シーズンのフットボールリーグトロフィーではクラブを決勝に導き、ウェンブリー・スタジアムで行われた決勝ではカーライル・ユナイテッドFCを4-1で下して優勝した。クラブにとっては1976年のFAカップ優勝以来のタイトル獲得であった。
クラブスタッフの士気の低さや、パーデューとニコラ・コルテーゼ代表の対立などが報じられ、2010年8月30日に解任された。

#### ニューカッスル・ユナイテッド
2010-11シーズン
2010年12月6日、ニューカッスル・ユナイテッドFCはプレミアリーグ昇格の立役者であるクリス・ヒュートン監督を解任した。3日後の12月9日、パーデューはニューカッスル・ユナイテッドと5年半の契約を結んで監督に就任した。Sky Sportsはニューカッスル・ユナイテッドの新監督の適任者を選ぶインターネット投票を行っているが、そこでは4万件の投票のうち5.5%を得ただけであり、地元紙によるアンケートでもパーデュー就任を望んだサポーターは2%にも満たなかった。パーデューは「私はジョルディではないが、試合をこよなく愛するサッカー人であり、私がやる気、チームへの願望、仕事への責任を持っていることは保障する。昨シーズンのクリス・ヒュートンは良い仕事をしてクラブをプレミアリーグ復帰に導き、今シーズンもまずまずの成果を上げていた。すぐに基盤を築き、クラブを成長させることを目指している」と述べた。選手・サポーターらとの対立に直面するかもしれないことを認め、他の監督らに「あそこ（ニューカッスル・ユナイテッド）に行くなんて、君は正気ではない」と忠告されたことを認めたが、パーデューは「このクラブはイングランドで五指に入るクラブである。見通しは非常に厳しいが、私は決して諦めない」と断言した。12月11日にセント・ジェームズ・パークで行われたリヴァプールFC戦(3-1)が初采配試合となり、ケヴィン・ノーラン、ジョーイ・バートン、アンディ・キャロルの得点で6戦ぶりの勝利を飾った。年が明けて最初のホームゲームとなった古巣ウェストハム・ユナイテッド戦は5-0で大勝した。2000年代前半にボビー・ロブソンの下で働いたこともあるジョン・カーヴァー（アシスタントコーチ）を始めとするコーチングスタッフを呼び寄せ、アンディ・ウッドマンはパーデューの下で再びゴールキーパーコーチに就任した。FAカップ3回戦ではリーグ2のスティブネイジ・ボロFCと対戦し、クラブ史に残る惨めな敗北(1-3)を喫したが、2月5日のアーセナルFC戦(4-4)では劣勢の試合を引き分けに持ち込んだ。ハーフタイムの時点でニューカッスル・ユナイテッドは0-4と大量リードを許していたが、相手MFアブー・ディアビが一発退場してから試合の流れが一変し、プレミアリーグの歴史の中で最も顕著な挽回のひとつに数えられる采配を見せ、後半に4得点して引き分けに持ち込んだ。その後は欧州カップ戦出場権争いにも残留争いにも絡まない順位で推移した。5月7日のバーミンガム・シティFC戦に2-1で勝利し、2試合を残してプレミアリーグ残留を決めると、その後はチェルシーFCに2-2、セント・ジェームズ・パークでのウェスト・ブロムウィッチ・アルビオンFCに3-3という結果が続いたが、最終的な順位は就任時と変わらず12位であった。
2011-12シーズン
2011年夏にはノーランやバートンなどの主力の放出を余儀なくされ、ヨアン・キャバイェやシルヴァン・マルヴォーなどリーグ・アンのクラブに所属する選手が獲得の目玉であった。2011-12シーズン開幕戦のアーセナルFC戦をスコアレスドローで終え、2節のサンダーランドAFCとのタイン・ウェア・ダービーでシーズン初勝利を挙げると、11節まで11戦無敗（7勝4分）を続け、クラブのプレミアリーグ史上最高のスタートを切った。キーパーのティム・クルルを含めた最終ラインのメンバーを固定し、11節終了時点でリーグ最少の8失点の守備組織を構築した。チーム意識と一体感を形成し、サポーターからの支持は観客数の増加で表れた。12節には最多得点で首位を走るマンチェスター・シティFCに敗れ、シーズン初黒星を喫したが、翌週のマンチェスター・ユナイテッドFC戦では、数的不利の状態を耐えきってオールド・トラッフォードから勝ち点1を持ち帰った。12月3日のチェルシーFC戦に大敗すると、守備の要であるスティーヴン・テイラーの負傷などの不運もあり、12月30日のリヴァプールFC戦(1-3)まで8戦未勝利と不調に陥ったが、2012年1月4日のマンチェスター・ユナイテッド戦では3-0で完勝し、9戦ぶりの勝利で前シーズン覇者相手にダブルを達成した。FAカップでは4回戦でチャンピオンシップのブライトン・アンド・ホーヴ・アルビオンFCに金星を献上し、試合によっては大敗を喫することもあったが、安定して欧州カップ戦出場権を争う順位を保ち続けた。3月4日、セント・ジェームズ・パークで行われたタインウェア・ダービー(1-1)では交代投入したショラ・アメオビが後半ロスタイムに同点弾を挙げ、土壇場で勝ち点を獲得した。
2013-14シーズン
2014年3月1日、ハル・シティ戦で相手選手のデイヴィッド・メイラーに対し頭突きを見舞い退席処分を受け、クラブから10万ポンドの罰金を科され、3月11日にはFAから3試合のスタジアム入り禁止処分と、4試合のベンチ入り禁止処分と、6万ポンドの罰金も科された。

#### クリスタル・パレス
2015年1月3日、クリスタル・パレスFCの監督に就任した。
2016年12月22日、成績不振のため解任された。

#### ウェスト・ブロムウィッチ・アルビオン
2017年11月29日、ウェスト・ブロムウィッチ・アルビオンFCの監督に就任した。
2018年4月2日、成績不振のため解任された。

#### ADOデン・ハーグ
2019年12月24日、ADOデン・ハーグと2019-20シーズン終了までの契約で監督に就任した。2020年4月28日、双方の合意によりクラブを退団した。

#### PFC CSKAソフィア
2020年11月23日にPFC CSKAソフィアのテクニカル・ディレクターに就任した。2022年4月に監督に就任した。

## 個人成績

### 指導者としての記録
2023年2月12日現在
| クラブ                               | 就任           | 退任           | 記録   | 記録 | 記録 | 記録 | 記録   |
| クラブ                               | 就任           | 退任           | 試合数 | 勝   | 分   | 敗   | 勝率 % |
| ------------------------------------ | -------------- | -------------- | ------ | ---- | ---- | ---- | ------ |
| レディング (暫定)                    | 1998年3月18日  | 1998年3月25日  | 1      | 0    | 0    | 1    | 000.0  |
| レディング                           | 1999年10月13日 | 2003年9月10日  | 211    | 102  | 52   | 57   | 048.3  |
| ウェストハム・ユナイテッド           | 2003年10月20日 | 2006年12月11日 | 163    | 67   | 38   | 58   | 041.1  |
| チャールトン・アスレティック         | 2006年12月26日 | 2008年11月22日 | 90     | 28   | 26   | 36   | 031.1  |
| サウサンプトン                       | 2009年7月17日  | 2010年8月30日  | 64     | 34   | 17   | 13   | 053.1  |
| ニューカッスル・ユナイテッド         | 2010年12月9日  | 2014年12月30日 | 185    | 71   | 41   | 73   | 038.4  |
| クリスタル・パレス                   | 2015年1月3日   | 2016年12月22日 | 87     | 35   | 13   | 39   | 040.2  |
| ウェスト・ブロムウィッチ・アルビオン | 2017年11月29日 | 2018年4月2日   | 21     | 3    | 5    | 13   | 014.3  |
| ADOデン・ハーグ                      | 2019年12月24日 | 2020年4月28日  | 8      | 1    | 3    | 4    | 012.5  |
| CSKAソフィア                         | 2022年4月15日  | 2022年6月1日   | 7      | 1    | 3    | 3    | 014.3  |
| アリス・テッサロニキ                 | 2022年9月14日  | 2023年2月23日  | 22     | 9    | 3    | 10   | 040.9  |
| 合計                                 | 合計           | 合計           | 859    | 351  | 201  | 307  | 040.9  |

## タイトル

### 選手時代
クリスタル・パレスFC
- フットボールリーグ2 プレーオフ : 1988-89

### 指導者時代

#### クラブ
ウェストハム・ユナイテッドFC
- フットボールリーグ・チャンピオンシップ プレーオフ : 2005[54]

サウサンプトンFC
- フットボールリーグトロフィー : 2010

#### 個人
- プレミアリーグ年間最優秀監督：1回（2011-12[55]）
- プレミアリーグ月間最優秀監督：3回（2006年2月、2013年11月、2014年11月）